# ぶたさん
『ぶたさん』は日本マイコン開発が開発、ジャレコが1987年12月に発売した業務用ビデオゲーム。ぶた同士が爆弾を投げあい、バトルロイヤルの頂点を目指すアクションゲームである。

## 概要
水玉パンツをはいたぶたさん（二足歩行する２頭身の豚）を操作して、時限爆弾を投げつけあい、同一画面内に存在する他のぶたさんを全て爆風に巻き込んで倒すと次のラウンドに進む、固定画面型のアクションゲーム。全12ラウンドのバトルロイヤルを勝ち抜き、100匹のぶたさんの頂点に立つのが目的。登場する相手のぶたさんは色によって性格が異なっており、概ね後半のラウンドに登場するぶたさんほど強敵となっている。
画面上には審判のぶたさんが登場することがあり、画面上の爆弾が減ってくると運んできて補充する。審判が画面外に戻ろうとしている時に通り道をふさぐとイエローカードなどを出すが、ルール上何の効力も持たず、ペナルティは一切ない。ただし全面クリア時のスコア最終集計において、違反点が違反回数に応じてマイナスされる。またイエローカードの他にもブロマイドなど、色々なカードを出す。
審判を除く画面上の全てのぶたさんは、至近距離で爆風を受けると目を剥いた表情になって画面外へ吹っ飛ばされ敗退となる（いなくなる）。プレイヤー自身と審判を除くすべてのぶたさんを画面外に吹っ飛ばすとラウンドクリア。プレイヤーが操作するぶたさんが爆風を受け敗退した場合、もしくはタイムオーバーで1ミスとなり、残機を1機失う。
すべての残機を失うとゲームオーバーで、その際プレイヤーのぶたさんは画面外ではなくプレイヤーの視点における手前に飛ばされ、画面いっぱいのアップ顔となる演出がある。ゲームオーバーとなっても、何回でもそのラウンドからコンティニューが可能。ゲームオーバーの際には一枚絵とメッセージが表示される。絵は4ラウンドごとに、メッセージは絵の種類とコンティニュー回数で変化する。
敵のぶたさんは敵同士で相討ちになったり、自分が投げた爆弾で自爆したりすることがある。この場合もプレイヤーの得点となる。特に序盤のラウンドにおいては、プレイヤーが一切動かなくても敵が勝手に全滅してクリアとなることがある。
3ラウンドクリアごとにボーナスステージとして「ぶたたたきげーむ」をプレイできる。これは「モグラたたきゲーム」のように多数の穴から出てくる敵ぶたさんを、引っ込まないうちに近くにプレイヤーのぶたさんを移動させ、ボタン操作で殴る（前足でパンチする）というルールで、叩いた数やぶたさんの色によってボーナス得点が得られる。
2人同時プレイ、および途中参加も可能。ルール上では協力プレイだが、相手プレイヤーの豚に爆弾を投げて倒すこともでき（得点にはならない）、妨害しあう遊び方も可能。2人で全ラウンドをクリアすると、「ざ・ですまっち」と銘打たれたプレイヤー同士の最終決戦で真の頂点を決める。
爆弾でバトルロイヤルをするという過激な設定ではあるが、コミカルな演出やとても可愛らしいキャラクター、軽快な（カントリーウエスタン風）音楽により、ゲーム全編を通して明るく親しみやすい雰囲気となっている。

## 操作方法
8方向レバー（移動）と2つのボタンを使用する。ボタンは投げる/殴るボタンと伏せるボタンになっている。画面内に落ちている爆弾に触れると、爆弾を持つことができる。爆弾は初期状態では1つしか持てないが、アイテム「よじげんりゅっく」を取得すると、手に持った爆弾を含めて最高4つ（場合によっては10個、詳細は下記参照）まで持つことができる。
投げる/殴るボタンは、爆弾を持っている時は爆弾を投げることができる。爆弾を投げる時はボタンを押す時間の長さによって飛ばせる距離が変化する。また爆弾を持っていない状態で押すと、相手を殴って持っている爆弾を落とさせたり、動きを止めることができる。
伏せるボタンを押すと、飛んでくる爆弾をかわすことができる。ただし伏せていても近距離の爆風に巻き込まれると直撃でなくてもミスになるため、ずっと伏せていれば安全というわけではない。

## 爆弾の性質と戦略
爆弾にはそれぞれ1〜30までの数字が書いてあり、最初から配置されている物は、ぶたさんが一度拾って投げるとその時点から赤く点滅してカウントダウン状態となる。爆弾はカウントダウンにより時間が0になるか、投げられた爆弾が別のぶたさんに直撃するか、他の爆弾の爆発に巻き込まれることで爆発し、消滅する。爆風は一定の範囲内にいるぶたさんにダメージを与え、さらに爆弾があればその爆弾を誘爆に巻き込むことができる。ただし、ぶたさんの後頭部に爆弾が直撃した場合は爆発はせず、一瞬動きが止まるだけになる。
爆弾は画面端に当たるとバウンドし、飛距離が許す限り画面内を跳ね回る動きをする。またぶたさんの後頭部に爆弾が直撃しても爆発せず、その場に落ちることがある。
画面内の爆弾の数が減ってくると、上記の通りレフェリーの服装で眼鏡をかけた審判のぶたさんが画面外から補充しにやってくる。この審判は無敵で、爆風にどれだけ巻き込まれても全く動じない。しかし爆弾を当てて爆発させることと殴ることができるため、敵のぶたさんが向かってくるのを予測して審判を殴って足止めし、手近な爆弾を拾って離れた所から審判に投げつけて爆発させ、近づいてきた敵ぶたさんにダメージを与えるといった戦法がある。
なお、爆弾を持っている時に伏せを行うと、爆弾は目の前に落ちる。カウントダウン以前の場合、カウントダウンは始まらない。カウントダウン中の爆弾を投げずに地面に置くには、この方法しかない。
爆弾を持った状態で画面下端で下向きに伏せると、二度と取れない場所に爆弾を置いてしまう。全ての爆弾をそうやって置いてしまうと、いわゆるハマりの状態になり、タイムオーバーまで何もできなくなる。さらにタイムオーバーによるミス後も状況が変わらないので、ゲームオーバーを待つのみとなってしまう。敵のぶたさんも、何かの拍子に画面の左右を含む「見えているが取れない場所」に爆弾を落としてしまうことがある。
画面の上端か右端でその方向にレバーを入れたまま爆弾を投げると、跳ね返った爆弾は自分に当たらずに後へと飛んでいく。
「ぶたたたきげーむ」の前のラウンドを爆弾を投げた直後の状態でクリアし、「ぶたたたきげーむ」が始まっても投げるボタンを押したままにしていると、「前へならえ」のようなポーズで出現する。

## 殴る
上記の通り、爆弾を持っていない状態で投げる/殴るボタンを押すと他のぶたさんを殴ることができる。殴られたぶたさんは敵味方問わず、その場から少しの間動けなくなる。殴りは連続して行うことができ、連打すればぶたさんをその場に足止めすることができる。この「殴る」行為は敵ぶたさんも行ってくるが、殴った時に殴り返す性質がある敵ぶたさんもいる上、状況によってはタイムアップまで延々と殴り続けられてしまうこともある。
くろぶたさんやめたるぶたさんなどを画面端近くに追い詰めてから一発殴ると、タイムオーバーまで殴り返され続けられる。

## 敵ぶたさんの性格
敵ぶたさんにはそれぞれ性格が設定されており、挙動や攻撃の性質に加え、フィールド内を動き回っている際に何らかのアクションを取ることがある。また、殴られた際などに専用のアクションを取ったり、殴られることで性格が変化するなどの様々なアクションが設けられているため、これを見るだけでも十分楽しめる。各ラウンドの合間には敵ぶたさんの紹介デモがあり、カギ括弧内はそこでの紹介文である。
| ぶたさん名（色）                     | HP | 解説 |
| ------------------------------------ | -- | --- |
| あかぶたさん（赤）                   | 1  | 「とってもきがつおい! おこりんぼ」普通のぶたさん。殴ると怒り出すことがある。                                                                                          |
| あおぶたさん（青）                   | 1  | 「よわむし なきむし きがよわい」普通のぶたさん。殴ると泣き出す。殴りすぎると発狂することがある。                                                                      |
| きぶたさん（黄）                     | 1  | 「かるい あっかるい らりぱっぱぁ」普通のぶたさん。突然プレイヤーに手を振った後、変なアクションを起こすことがある。時々スキップもする。                                |
| みどぶたさん（緑）                   | 1  | 「XXXXXXXXXXXXXXXX」普通のぶたさん。突然その場でグルグル回り出すなど意味不明な行動が多く、動きに一貫性がない。                                                        |
| むらぶたさん（紫）                   | 1  | 「きどりやさんで すぐつよがる」普通のぶたさん。サングラスをかけていて、殴ると強がる。                                                                                 |
| しろぶたさん（白）                   | 1  | 「ほんわかのんびり ひとなつっこい」普通のぶたさん。プレイヤーに近寄ってくる性質がある。気づくとすりすりされている事がある。                                           |
| くろぶたさん（黒）                   | 2  | 「…………こわいっ」ゴーグルのような物をつけたヤンキーぶたさん。殴ると蹴り返してくることがある。                                                                          |
| きみどぶたさん（黄緑）               | 1  | 「むいみに すばしっこい」普通のぶたさん。移動速度が速め。 |
| ちゃぶたさん（茶）                   | 1  | 「なまけものの ごろんたくん」普通のぶたさん。時々伏せ状態で昼寝モードに入ることがある。寝ている状態は伏せ状態と同じになるため、直接爆弾をぶつけて倒すことはできない。 |
| だいぶたさん（橙）                   | 1  | 「すっきり さわやか すぽぉつまん」普通のぶたさん。時々伸びなどの運動や体操を行う。                                                                                    |
| はいぶたさん（灰色）                 | 1  | 「あたまはいいけど ちょっちにぶい」眼鏡をかけた普通のぶたさん。時々本を取り出して読み、眼鏡を軽く上げるアクションを取る。                                             |
| みずぶたさん（水色）                 | 1  | 「かるくて なんぱな いやなやつ!」サングラスをかけた普通のぶたさん。                                                                                                   |
| めたるぶたさん（メタリックシルバー） | 3  | 「えたいのしれないやつ つおい!?」耐久力のあるぶたさん。 |
| べえぶたさん（ベージュ）             | 1  | 「しんけいしつで きがちいさい」普通のぶたさん。他のぶたさんがやられると気を遣ったり叱るような仕草をしたりする。                                                       |
| ごおるどぶたさん（金）               | 4  | 「…すっ ごぉぉぉぉぉいっ!!!」太い眉毛の、耐久力のあるぶたさん。たまにプレイヤーを延々と殴り続けるモードに入ることがある。                                             |
| みらぁぶたさん（メタリックピンク）   | 5  | 「???」耐久力があるうえ、ミラー（鏡）の名にふさわしくプレイヤーの「伏せる」「殴る」動作を真似る性質がある。                                                           |

## 得点
敵ぶたさんを倒した得点は、敵ぶたさんの種類と時間によって決まる。
| タイム  | あお しろ ちゃ はい | き みど むら みず | あか きみど だい べえ | くろ  | めたる R.4のあお R.8のちゃ | R.9のめたる | ごおるど | みらぁ |
| ------- | ------------------- | ----------------- | --------------------- | ----- | -------------------------- | ----------- | -------- | ------ |
| 3'00"〜 | 1000                | 3000              | 5000                  | 10000 | 30000                      | 50000       | 50000    | 100000 |
| 2'50"〜 | 500                 | 2000              | 3000                  | 5000  | 20000                      | 30000       | 30000    | 50000  |
| 2'40"〜 | 300                 | 1000              | 2000                  | 3000  | 10000                      | 20000       | 20000    | 30000  |
| 2'30"〜 | 200                 | 500               | 1000                  | 2000  | 5000                       | 100         | 100      | 20000  |
| 2'20"〜 | 100                 | 300               | 500                   | 1000  | 3000                       | 5000        | 5000     | 10000  |
| 2'10"〜 | 50                  | 200               | 300                   | 500   | 2000                       | 3000        | 3000     | 5000   |
| 2'00"〜 | 30                  | 100               | 200                   | 300   | 1000                       | 2000        | 2000     | 3000   |
| 1'50"〜 | 20                  | 50                | 100                   | 200   | 500                        | 1000        | 1000     | 2000   |
| 1'40"〜 | 10                  | 30                | 50                    | 100   | 300                        | 500         | 500      | 1000   |
| 1'30"〜 | 500                 | 20                | 30                    | 50    | 200                        | 300         | 300      | 500    |
| 1'20"〜 | 5                   | 10                | 20                    | 30    | 100                        | 200         | 200      | 300    |
| 1'10"〜 | 3                   | 5                 | 10                    | 20    | 50                         | 5           | 10000    | 200    |
| 1'00"〜 | 2                   | 3                 | 5                     | 10    | 30                         | 50          | 50       | 100    |
| 0'50"〜 | 1                   | 2                 | 3                     | 5     | 20                         | 30          | 30       | 50     |
| 0'40"〜 | 1                   | 1                 | 2                     | 3     | 10                         | 20          | 20       | 30     |
| 0'30"〜 | 1                   | 1                 | 1                     | 2     | 5                          | 10          | 10       | 20     |
| 0'20"〜 | 1                   | 1                 | 1                     | 1     | 3                          | 5           | 5        | 10     |
| 0'10"〜 | 1                   | 1                 | 1                     | 1000  | 2                          | 3           | 3        | 5      |

## アイテム
アイテムはラウンド開始時に赤く点滅している爆弾の中に入っていて、爆発すると出現する。各ラウンドに3個まであり、同時には1個までしか出ない。出現するアイテムは、各ラウンドで全ぶたさんが投げた爆弾の総数によって変わる。
- ぱわーあっぷどりんく
3段階まで爆弾の飛距離上昇。ミスしても効果が残る。
- ぱわーあっぷおむすび
3段階まで移動速度が速くなる。ミスしても効果が残る。
- すりぃぴんがす
他のぶたさん全員が10秒間寝てしまう（効果中は画面内に残り時間が表示される）。ぶたぱーるを集めることで強化できる。2人同時プレイの時、片方が「すりぃぴんがす」を取った後にもう片方が別の「すりぃぴんがす」を取ると先に取った方が寝てしまうが、もう片方が寝る前に伏せていた場合は、伏せ状態から立ち上がるまで寝ることはない。なお、寝ているぶたさんは伏せているのと同じ状態のため直接爆弾をぶつけて倒すことはできず、近くに爆弾を置いてその爆発に巻き込む必要がある。余談だが、これを取ったプレイヤーぶたさんはガスマスクをつけるという演出がある。
- よじげんりゅっく
リュックサック形のアイテムで、爆弾を3つまでストックできる（手に持つ分と合わせて4つ持てる）ようになる。ぶたぱーるを集めることで強化できる。カウントダウン中の爆弾をストックすると自爆のおそれがあるので要注意。
- はいぱーばくだん
青色で数字の代わりに黄色い★印の書かれた、誘爆範囲が広い爆弾。他の爆弾同様に敵ぶたさんにぶつけるか、拾って投げた後伏せると爆発する。持ったまま伏せると自爆してしまうので要注意。
- でりぃしゃすなおいも
なんの変哲もないサツマイモ。ボーナス1,000点で、取ると「石焼き芋」のメロディーが流れる演出がある。
- ごじさんすーつ
ゴジラの着ぐるみのような防護服で、爆風に1回だけ耐えられる。ぶたぱーるを集めることで強化できる。「ごじさんすーつ」を着ている時に「すりぃぴんがす」を取り、その効果中にクリアすると、ガスマスクをつけたまま次のラウンドに出てくる。「ぶたたたきげーむ」の前のラウンドを「ごじさんすーつ」を着て伏せた状態でクリアし、「ぶたたたきげーむ」開始前に伏せボタンを離すと、そこで着ている「ごじさんすーつ」が肌色に変わる。
- ぶたぱーる
ブタに真珠。紫、赤、青の3色があり、1つの色を3つ続けて取ると次の面から特定のアイテムの効果を高める特殊効果がある。対応するのはすりぃぴんがす、よじげんりゅっく、ごじさんすーつの3種。
  - 紫：上記のアイテムの色が紫に変わり、効果が2倍になる。
  - 赤：上記のアイテムの色が赤に変わり、効果が3倍になる。
  - 青：次の青ぱーるがちゃちゃちゃんにんぎょうになる。
- ちゃちゃちゃんにんぎょう
女の子の人形で、パワーアップが一気に最強装備（爆弾の飛距離と移動速度が最高段階＋よじげんりゅっく＋ごじさんすーつ装備）になる。
- わんなっぷぶたさん
ぶたさんの残機が1匹増える。

## 移植・リメイク
iアプリ版がある。パソコンではX68000版を電波新聞社が発売した。また、キャラクターが変更され4人対戦が可能となったミニゲームが、『スーチーパイアドベンチャー・ドキドキナイトメア』に収録されている。
2015年3月12日にはPlayStation 4のアーケードアーカイブスで、2019年5月16日にはNintendo Switchのアーケードアーカイブスで、それぞれ配信開始（開発元はゴッチテクノロジー、発売元はハムスター）。
海外では1988年にU.S. Goldが、「Psycho Pigs U.X.B.」のタイトルでコモドール64、ZX Spectrum、アムストラッドCPC、MSXに移植している。

## たたかえ ぶたさん
2015年8月19日にはAC版ぶたさんのフルリメイク作品たたかえ ぶたさんが甲南電機製作所よりニンテンドー3DS発売。ダウンロード専用。新マップや新アイテムが登場、最大4人まで参加できる「みんなで対戦」モード搭載、インターネットにも対応、オンラインランキングやオンライン対戦が可能。2人参加のエンドレスモードやAC版3DS版の開発資料を収録。
甲南電機製作所代表を務めていた井上一彦は、2017年のインタビューにて、原作のイメージを崩さずに新作としてリメイクすることの難しさについて触れ、ディレクターの松下寿志らを中心とした研究の結果、あの形になったと振り返っている。

### 評価（たたかえ ぶたさん）
ファミ通クロスレビューでは7、6、7、7の27点。レビュアーは「きわめて単純明快なバトルが今でも面白い」「ルールが図解つきで新規ユーザーにもわかりやすい」「価格からしてダウンロードプレイもできるのはうれしい」「開発資料やアーケード基板の写真が収録されているのは興味深い」とした一方「一人プレイ用のモードがもっと充実してほしかった」「モードや難易度の選択、着せ替えアイテムの収集のほかにもうちょっと繰り返し遊びたくなる要素がほしかった」とした。